# Vincenzo Albanese
Vincenzo Albanese (* 12. listopadu 1996) je italský profesionální silniční cyklista jezdící za UCI WorldTeam Arkéa–B&B Hotels. V květnu 2017 byl jmenován na startovní listině Gira d'Italia 2017 a v květnu 2021 byl jmenován na startovní listině Gira d'Italia 2021.

## Hlavní výsledky
2014
2. místo Trofeo San Rocco
6. místo Trofeo Buffoni
8. místo Gran Premio DMT
10. místo Coppa Pietro Linari
2015
vítěz Trofeo Alvaro Bacci
2. místo La Bolghera
4. místo Memorial Benfenati
4. místo Coppa Bologna
6. místo Circuito di Sant'Urbano
7. místo Memorial Lorenzo Mola
7. místo Ruota d'Oro
8. místo Circuito Valle del Resco
9. místo Gran Premio della Liberazione
10. místo Giro del Montalbano
2016
vítěz Trofeo Ledo Tempestini
vítěz Trofeo Edil C
vítěz Gran Premio della Liberazione
vítěz Trofeo Matteotti
vítěz Circuito Valle del Resco
vítěz Ruota d'Oro
Tour de l'Avenir
 vítěz bodovací soutěže
vítěz 1. etapy
Národní šampionát
2. místo silniční závod do 23 let
Oberösterreichrundfahrt
5. místo celkově
vítěz 1. etapy
6. místo Trofeo Mario Tanchi
7. místo Trofeo Alta Valle
Mistrovství Evropy
7. místo silniční závod do 23 let
2017
Mistrovství světa
5. místo silniční závod do 23 let
2018
9. místo Coppa Bernocchi
2020
5. místo Trofeo Matteotti
2021
2. místo Memorial Marco Pantani
5. místo Coppa Ugo Agostoni
6. místo Giro del Veneto
Tour du Limousin
10. místo celkově
Giro d'Italia
lídr  po etapách 2 a 3
2022
Tour du Limousin
vítěz 4. etapy
3. místo Trofeo Calvia
Kolem Slovinska
4. místo celkově
CRO Race
4. místo celkově
6. místo Coppa Sabatini
Giro di Sicilia
7. místo celkově
9. místo Clásica de Almería
10. místo Clàssica Comunitat Valenciana 1969
2023
Vuelta a Asturias
 vítěz bodovací soutěže
2. místo Coppa Bernocchi
Giro di Sicilia
3. místo celkově
 vítěz bodovací soutěže
7. místo Trofeo Matteotti
8. místo Giro della Toscana
8. místo Coppa Ugo Agostoni
9. místo Memorial Marco Pantani
2024
9. místo Trofeo Calvià

### Výsledky na Grand Tours
| Grand Tour      | 2017 | 2018 | 2019 | 2020 | 2021 | 2022 | 2023 |
| --------------- | ---- | ---- | ---- | ---- | ---- | ---- | ---- |
| Giro d'Italia   | DNF  | —    | —    | —    | 75   | 68   | 70   |
| Tour de France  | —    | —    | —    | —    | —    | —    | —    |
| Vuelta a España | —    | —    | —    | —    | —    | —    | —    |

| —   | Nezúčastnil se |
| DNF | Nedokončil     |